# پروانس-آلپ-کوت دازور
پروانس-آلپ-کوت دازور (به فرانسوی: pʁɔ.vɑ̃.salp.kot.da.zyʁ - Provence-Alpes-Côte d'Azur) نام منطقه‌ای اداری در جنوب شرقی فرانسه با مرکزیت شهر مارسی و دومین کمون پر جمعیت این کشور شمرده می‌شود.
تراکم جمعیّت در پروانس-آلپ-کوت-دازور در سال ۲۰۲۲ میلادی، ۵،۱۷۰،۳۱۲ تن محاسبه شده و مساحت این ناحیه ۳۱٬۴۰۰ کیلومتر مربع است.

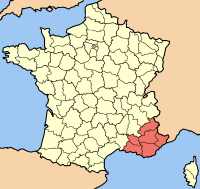
منطقه آلپ-کوت دازور در فرانسه